# Contea di Montague
La contea di Montague in inglese Montague County è una contea dello Stato del Texas, negli Stati Uniti. La popolazione al censimento del 2010 era di 19 719 abitanti. Il capoluogo di contea è Montague. La contea è stata creata nel 1857 ed organizzata l'anno successivo. Il suo nome deriva da Daniel Montague, un geometra e soldato della guerra messico-statunitense.
Il repubblicano Drew Springer, Jr., un uomo d'affari di Muenster (Contea di Cooke), rappresenta dal gennaio 2013 Montague County nella Camera dei Rappresentanti del Texas.

## Geografia fisica

### Territorio
Secondo l'Ufficio del censimento degli Stati Uniti d'America la contea ha un'area totale di 938 miglia quadrate (2430 km²), di cui 931 miglia quadrate (2410 km²) sono terra, mentre 7,4 miglia quadrate (19 km², corrispondenti allo 0,8% del territorio) sono costituiti dall'acqua.

#### Contee adiacenti
- Jefferson County (nord)
- Love County (nord-est)
- Cooke County (est)
- Wise County (sud)
- Jack County (sud-ovest)
- Clay County (ovest)

#### Aree nazionali protette
- Lyndon B. Johnson National Grassland

## Società

### Evoluzione demografica
| Anno | Popolazione | ±%       |
| ---- | ----------- | -------- |
| 1860 | 849         | Note:    |
| 1870 | 890         | 4.8%     |
| 1880 | 11,257      | 1,164.8% |
| 1890 | 18,863      | 67.6%    |
| 1900 | 24,800      | 31.5%    |
| 1910 | 25,123      | 1.3%     |
| 1920 | 22,200      | −11.6%   |
| 1930 | 19,159      | −13.7%   |
| 1940 | 20,442      | 6.7%     |
| 1950 | 17,070      | −16.5%   |
| 1960 | 14,893      | −12.8%   |
| 1970 | 15,326      | 2.9%     |
| 1980 | 17,410      | 13.6%    |
| 1990 | 17,274      | −0.8%    |
| 2000 | 19,117      | 10.7%    |
| 2010 | 19,719      | 3.1%     |

A partire dal censimento del 2000, c'erano 19.117 persone, 7.770 nuclei familiari e 5.485 famiglie residenti nella contea. La densità di popolazione era di 20 persone per miglio quadrato (8 / km²). C'erano 9.862 unità abitative con una densità media di 11 per km quadrati (4 / km²). La composizione razziale della contea era del 95,95% bianchi, 0,18% neri o africani americani , 0,74% nativi americani, 0,26% asiatici, 0,03% isolani del pacifico, 1,64% da altre razze e 1.21% da due o più razze. Il 5,41% della popolazione era ispanico o latino di qualsiasi razza.
Vi erano 7.770 famiglie, di cui il 28,70% aveva bambini di età inferiore ai 18 anni che vivevano con loro, il 58,10% erano coppie sposate che vivevano insieme, l'8,80% era una donna senza un marito e il 29,40% erano singoli. Il 27,10% di tutte le famiglie era composto da individui e il 14,70% aveva una persona che viveva da sola e che aveva 65 anni o più. La dimensione media della famiglia era 2,41 e la dimensione media della famiglia era 2,91.
Nella contea, la popolazione era distribuita con il 24,00% di età inferiore ai 18 anni, il 6,80% da 18 a 24, il 24,30% da 25 a 44, il 25,10% da 45 a 64 e il 19,80% con età uguale o superiore a 65 anni. L'età media era di 41 anni. Per ogni 100 femmine c'erano 92.50 maschi. Per ogni 100 femmine di età compresa tra 18 e oltre, c'erano 89.80 maschi.
Il reddito medio per una famiglia nella contea era $ 31.048, e il reddito medio per una famiglia era $ 38.226. I maschi avevano un reddito medio di $ 31.585 contro $ 19,589 per le femmine. Reddito pro capite per la contea era $ 17,115. Circa il 10,00% delle famiglie e il 14,00% della popolazione erano al di sotto della [linea di povertà], tra cui il 17,80% di quelli di età inferiore ai 18 anni e l'11,90% di quelli di età pari o superiore a 65 anni.

## Cultura

### Istruzione

#### Scuole
Nella contea sono presenti i seguenti distretti scolastici:
- Alvord ISD
- Bowie ISD
- Forestburg ISD
- Gold-Burg ISD
- Montague ISD
- Nocona ISD
- Prairie Valley ISD
- Saint Jo ISD
- Slidell ISD
- North Central Texas College

## Geografia antropica

### Suddivisioni amministrative

#### Città
- Bowie
- Nocona
- St. Jo

#### Census-designated places
- Montague
- Nocona Hills
- Sunset

#### Comunità non incorporate
- Belcherville
- Bonita
- Capps Corner
- Corinth
- Forestburg
- Illinois Bend
- Ringgold
- Spanish Fort
- Stoneburg

#### Ghost town
- Red River Station

## Infrastrutture e trasporti

### Strade principali
- U.S. Highway 81
- U.S. Highway 82
- U.S. Highway 287
- State Highway 59
- State Highway 101
- State Highway 175

### StradeFarm to Market
- FM 103
- FM 174
- FM 455
- FM 677
- FM 730
- FM 922
- FM 1106
- FM 1125
- FM 1630
- FM 1655
- FM 1749
- FM 1758
- FM 1759
- FM 1806
- FM 1815
- FM 1816
- FM 1956
- FM 2382
- FM 2634
- FM 2849
- FM 2953
- FM 3043
- FM 3301
- FM 3394
- FM 3428